# S-Ribosylhomocystéine
La S-ribosylhomocystéine est un thioéther résultant du clivage de la S-adénosylhomocystéine par l'adénosylhomocystéine nucléosidase, qui libère également de l'adénine.